# La Mancellière-sur-Vire
La Mancellière-sur-Vire est une ancienne commune française, du département de la Manche et de la région Normandie, peuplée de 548 habitants. Elle devient commune déléguée le 1er janvier 2016 à la suite de la création de la commune nouvelle de Bourgvallées.

## Géographie
La commune est en pays saint-lois. Son bourg est à 4 km au nord-ouest de Condé-sur-Vire, à 7 km au sud de Saint-Lô et à 10 km à l'est de Canisy.
Le territoire est bordé à l'est par la Vire.
La commune se compose de plusieurs lieux-dits : la Mancellière-sur-Vire (avec église), la Barberie, le Vert Buisson, la Rebourserie, la Pouchinière, le Cocquerel, la Monnerie, le Petit Aubigny, la Ferme des Veaux, les Hayes, la Gonnivière, la Culleronnière, la Duquerie, la Tabardière, les Barrières, le Ronceur, la Pédoyère, la Quettelée, la Patinière, la Loyère, la Piquetière.
| Gourfaleur                  | Baudre                  | Sainte-Suzanne-sur-Vire         |
| Gourfaleur                  | La Mancellière-sur-Vire | Sainte-Suzanne-sur-Vire         |
| Gourfaleur, Saint-Romphaire | Saint-Romphaire         | Condé-sur-Vire, Saint-Romphaire |

## Toponymie
Le nom de la localité est attesté sous les formes Mansellaria en 1056 et la Manceliere en 1759.
Les suffixes d'origines médiévales -erie et -ière ont des sens différents : le premier évoque la présence, le second l'appartenance. Il s'agirait ici de la propriété de la famille Mancel ou Mansel, qui, selon Albert Dauzat et Charles Rostaing pourrait être originaire de la ville du Mans.
Le locatif sur-Vire est rajouté au toponyme en 1893.
Le gentilé est Mancellois.

### Microtoponymie
Le hameau Aubigny, de Albiniacum c'est-à-dire le « domaine d'Albinius » (ferme gallo-romaine).
Les lieux-dits en Y-ère/-erie sont des habitats résultant du développement démographique de la Normandie. Ils désignaient la ferme de la famille Y, fondée sur les nouvelles terres obtenues par les grands défrichements des XIe – XIIIe siècles. Les essarts prennent le nom des défricheurs, suivi de la désinence -erie ou -ière. Il en est de même pour la Mancellière. Comme la grande majorité des noms des hameaux présente cette morphologie, on en déduit que le territoire actuel de cette commune était une forêt avant le Xe siècle (une partie de l'ancienne forêt qui recouvrait le Bocage normand).

## Histoire
Sous l'Ancien Régime, la paroisse dépendait de la généralité de Caen, de l'élection de Coutances (1612/1636, 1677) puis de Saint-Lô (1713), et de la sergenterie de Saint-Gilles.
Entre 1892 et 1938, la commune a été desservie par la ligne Saint-Lô - Guilberville.

## Politique et administration
| Période                                                                                   | Période   | Identité                        | Étiquette | Qualité             |
| ----------------------------------------------------------------------------------------- | --------- | ------------------------------- | --------- | ------------------- |
| An VIII                                                                                   | 1808      | Jean-Baptiste Legoupil          |           |                     |
| 1808                                                                                      | 1813      | Nicolas Ozenne                  |           |                     |
| 1813                                                                                      | 1821      | François Alexandre Quétel       |           |                     |
| 1822                                                                                      | 1845      | Michel Etienne Ozenne           |           |                     |
| 1845                                                                                      | 1854      | Isidor Charles François Pouchin |           |                     |
| 1854                                                                                      | 1856      | Auguste François Mauger         |           |                     |
| 1857                                                                                      | 1869      | Robert François Lempérière      |           |                     |
| 1870                                                                                      | 1871      | Eugène Jean-Baptiste Goulet     |           |                     |
| 1871                                                                                      | 1878      | François Lebarbey               |           |                     |
| 1878                                                                                      | 1880      | Louis Hervieu                   |           |                     |
| 1881                                                                                      | 1892      | Jean Huet                       |           |                     |
| 1892                                                                                      | 1935      | André François Paschal          |           | Éleveur             |
| 1935                                                                                      | 1935      | Alphonse Nouet                  |           | Agriculteur         |
| 1935                                                                                      | 1950      | Constant André                  |           |                     |
| 1950                                                                                      | 1974      | Alfred Laforge                  |           | Agriculteur         |
| 1974                                                                                      | 1976      | Georges Leneveu                 |           | Agriculteur         |
| 1976                                                                                      | 1989      | Raymond Nouet                   |           |                     |
| 1989                                                                                      | mars 2001 | Fernand Hébert                  | SE        | Instituteur         |
| mars 2001                                                                                 | mars 2014 | Marc Françoise                  | SE        | Agriculteur         |
| mars 2014                                                                                 | déc. 2015 | Serge Desvages                  | SE        | Technicien retraité |
| Une partie des données est issue de l'ouvrage "601 communes et lieux de vie de la Manche. |           |                                 |           |                     |

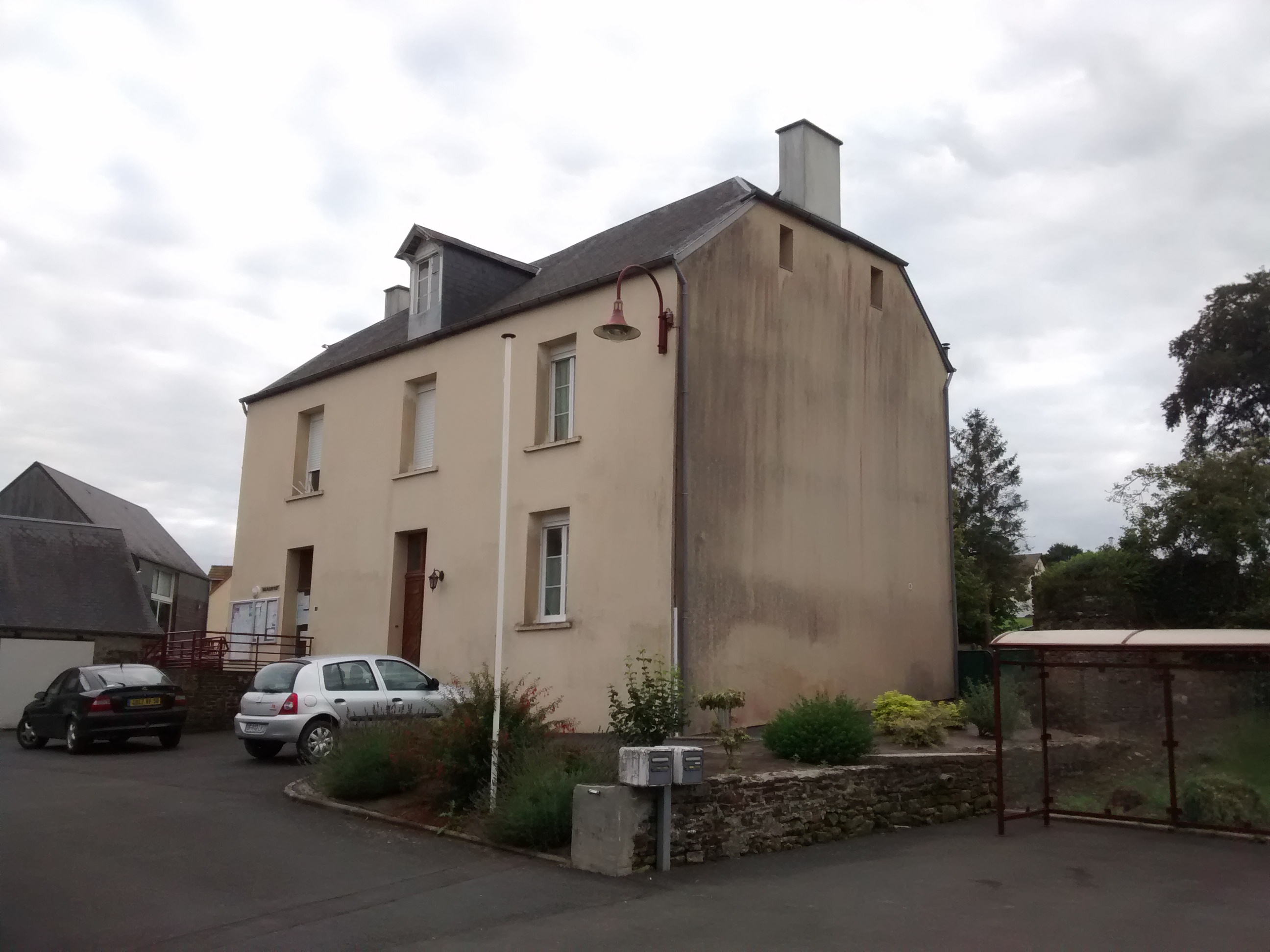
Mairie

Le conseil municipal était composé de onze membres dont le maire et trois adjoints.
| Période                                  | Période      | Identité       | Étiquette | Qualité             |
| ---------------------------------------- | ------------ | -------------- | --------- | ------------------- |
| janvier 2016                             | octobre 2023 | Serge Desvages | SE        | Technicien retraité |
| Les données manquantes sont à compléter. |              |                |           |                     |

## Démographie
En 2021, la commune comptait 548 habitants. Depuis 2004, les enquêtes de recensement dans les communes de moins de 10 000 habitants ont lieu tous les cinq ans (en 2008, 2013, 2018, etc. pour La Mancellière-sur-Vire) et les chiffres de population municipale légale des autres années sont des estimations.
La Mancellière-sur-Vire a compté jusqu'à 581 habitants en 1836.
| 1793 | 1800 | 1806 | 1821 | 1831 | 1836 | 1841 | 1846 | 1851 |
| ---- | ---- | ---- | ---- | ---- | ---- | ---- | ---- | ---- |
| 490  | 535  | 570  | 505  | 526  | 581  | 527  | 530  | 495  |

| 1856 | 1861 | 1866 | 1872 | 1876 | 1881 | 1886 | 1891 | 1896 |
| ---- | ---- | ---- | ---- | ---- | ---- | ---- | ---- | ---- |
| 467  | 436  | 444  | 438  | 412  | 406  | 402  | 405  | 401  |

| 1901 | 1906 | 1911 | 1921 | 1926 | 1931 | 1936 | 1946 | 1954 |
| ---- | ---- | ---- | ---- | ---- | ---- | ---- | ---- | ---- |
| 403  | 365  | 355  | 323  | 345  | 344  | 373  | 380  | 380  |

| 1962 | 1968 | 1975 | 1982 | 1990 | 1999 | 2008 | 2013 | 2018 |
| ---- | ---- | ---- | ---- | ---- | ---- | ---- | ---- | ---- |
| 375  | 381  | 355  | 420  | 481  | 487  | 478  | 497  | 519  |

| 2019 | - | - | - | - | - | - | - | - |
| ---- | - | - | - | - | - | - | - | - |
| 520  | - | - | - | - | - | - | - | - |

## Lieux et monuments
- Église Saint-Jean-Baptiste (XIIe – XVe siècle) inscrite au titre des monuments historiques depuis le 4 juillet 2005[19]. L'église qui présente encore de grandes parties de maçonneries, nef et chœur, en opus spicatum indiquant l'art roman abrite un maître-autel (XVIIIe), des fonts baptismaux (XVIe), un tableau Vierge à l'Enfant et plusieurs saints (XIXe) de Ricau, d'après le Titien et un groupe sculpté (XVe- (XVIe).
- Dalle funéraire de Philippe Deshée (1579-1649) monnayeur à l’Hôtel des monnaies de Saint-Lô. Sa dalle en granit le montre avec un marteau insigne de sa fonction et l'épée qu'il pouvait porter[13].
- Calvaire du cimetière (XVIIe siècle), deux croix de chemin (XIXe – XXe siècles).
- Manoir du Poribé (XVIIe siècle) et sa grange à dîmes.
- Manoir du Petit Aubigny.
- Manoir de la Gonnivière.
- Manoir de la Pouchinière.

## Activité et manifestations
- Vélorail de la Vallée de la Vire[20].

## Personnalités liées à la commune
- Jean-Pierre Lehéricey (1765-1809), né à la Mancellière-sur-Vire, soldat de l'armée de Bonaparte qui s'illustra à la campagne d'Italie et mourut à la bataille d'Essling le 22 mai 1809[13].